# Мухаммед аль-Муайяд бін аль-Мансур
Мухаммед аль-Муайяд бін аль-Мансур (араб. المؤيد محمد بن القاسم; 1582–1644) – імам Зейдитської держави у Ємені. За свого правління у 1632—1636 роках зумів остаточно витіснити турків з єменських земель, заснувавши незалежну державу. Після цього на деякий час встановив владу над Хіджазом.